# جيليان ماير
جيليان ماير (بالإنجليزية: Jillian Mayer)‏ هي فنانة أداء أمريكية، ولدت في 1984.

## وصلات خارجية
- الموقع الرسمي
- جيليان ماير على موقع IMDb (الإنجليزية)
- جيليان ماير على موقع قاعدة بيانات الفيلم (الإنجليزية)